# Hidrodesalquilació
La hidrodesalquilació és una reacció química que sol comprendre la reacció d'un hidrocarbur aromàtic (tal com el toluè) en presència d'hidrogen gasós per formar un hidrocarbur aromàtic més simple lliure de grups funcionals. Un exemple és la conversió de l'1,2,4-trimetilbenzè en xilè. Aquest procés químic sol tenir lloc a temperatura elevada, a alta pressió o en presència d'un catalitzador format predominantment de metalls de transició com el crom o el molibdè.
Alguns exemples són la hidrodesalquilació del toluè per formar benzè i la transalquilació.